# Morinaga & Company
Morinaga & Company, Ltd. (森永製菓株式会社, Morinaga Seika Kabushiki-gaisha) é uma doceria japonesa com sede em Tóquio fundada em 1899. É conhecida por suas propagandas com a cantora Ayumi Hamasaki e por seus biscoitos maria. 